# Kurojedy
Kurojedy jsou malá vesnice, část města Bor v okrese Tachov v Plzeňském kraji. Nachází se asi šest kilometrů severovýchodně od Boru. Kurojedy jsou také název katastrálního území o rozloze 6,71 km².

## Historie
První písemná zmínka o vesnici pochází z roku 1177.

## Obyvatelstvo
| Rok            | 1869 | 1880 | 1890 | 1900 | 1910 | 1921 | 1930 | 1950 | 1961 | 1970 | 1980 | 1991 | 2001 | 2011 | 2021 |
| -------------- | ---- | ---- | ---- | ---- | ---- | ---- | ---- | ---- | ---- | ---- | ---- | ---- | ---- | ---- | ---- |
| Počet obyvatel | 210  | 220  | 238  | 239  | 239  | 234  | 212  | 65   | 58   | 51   | 70   | 72   | 128  | 118  | 104  |
| Počet domů     | 36   | 43   | 45   | 46   | 43   | 44   | 43   | 26   | 14   | 12   | 21   | 21   | 25   | 24   | 25   |

## Obecní správa
Při sčítání lidu v letech 1850–1979 Kurojedy byly samostatnou obcí v okrese Tachov. Od 1. ledna 1980 jsou částí města Bor v okrese Tachov. V letech 1961–1979 k obci patřily Málkovice a Malovice.